# الملاط (المحويت)

تعديل مصدري - تعديل

الملاط هي إحدى قرى عزلة المجاديل بمديرية المحويت التابعة لمحافظة المحويت، بلغ تعداد سكانها 465 نسمة حسب تعداد اليمن لعام 2004.